# Piletocera steffanyi
Piletocera steffanyi là một loài bướm đêm trong họ Crambidae.